# NHL 1937/38
Die NHL-Saison 1937/38 war die 21. Spielzeit in der National Hockey League. Acht Teams spielten jeweils 48 Spiele. Den Stanley Cup gewannen die Chicago Black Hawks nach einem 3:1-Erfolg in der Finalserie gegen die Toronto Maple Leafs. Als wahrer Fan zeigte sich Chicagos Nachwuchstorwart Alfie Moore. Er folgte seinem Team zum ersten Finalspiel nach Toronto auf eigene Kosten und bekam auch noch eine Eintrittskarte. Beim Aufwärmen brach sich Mike Karakas, der Stammtorwart der Hawks, einen Zeh und konnte nicht spielen. Moore sprang ein und die Hawks gewannen das Spiel 3:1. Da Moore jedoch keinen Profivertrag hatte, wurde sein Einsatz im zweiten Spiel von der NHL untersagt. Ebenfalls vor dem ersten Finalspiel kam es zu einer Rauferei zwischen Torontos Spieler Baldy Cotton und Chicagos Coach Bill Stewart. Stewart, bis dahin Baseball-Trainer, war zu Saisonbeginn verpflichtet worden. Er war der erste in den Vereinigten Staaten geborene Trainer, der den Stanley Cup gewinnen konnte. Auch ein anderer Stewart sorgte für einen sportlichen Höhepunkt. Als erster Spieler erzielte Nels Stewart sein 300. Tor in der NHL.

## Reguläre Saison

### Abschlusstabellen
Abkürzungen: W = Siege, L = Niederlagen, T = Unentschieden, GF= Erzielte Tore, GA = Gegentore, Pts = Punkte
| Canadian Division   | W  | L  | T  | GF  | GA  | Pts |
| ------------------- | -- | -- | -- | --- | --- | --- |
| Toronto Maple Leafs | 24 | 15 | 9  | 151 | 127 | 57  |
| New York Americans  | 19 | 18 | 11 | 110 | 111 | 49  |
| Montréal Canadiens  | 18 | 17 | 13 | 123 | 128 | 49  |
| Montreal Maroons    | 12 | 30 | 6  | 101 | 149 | 30  |

| American Division  | W  | L  | T  | GF  | GA  | Pts |
| ------------------ | -- | -- | -- | --- | --- | --- |
| Boston Bruins      | 30 | 11 | 7  | 142 | 89  | 67  |
| New York Rangers   | 27 | 15 | 6  | 149 | 96  | 60  |
| Chicago Blackhawks | 14 | 25 | 9  | 97  | 139 | 37  |
| Detroit Red Wings  | 12 | 25 | 11 | 99  | 133 | 35  |

### Beste Scorer
Abkürzungen: GP = Spiele, G = Tore, A = Assists, Pts = Punkte
| Spieler          | Team         | GP | G  | A  | Pts |
| ---------------- | ------------ | -- | -- | -- | --- |
| Gordie Drillon   | Toronto      | 48 | 26 | 26 | 52  |
| Syl Apps         | Toronto      | 47 | 21 | 29 | 50  |
| Paul Thompson    | Chicago      | 48 | 22 | 22 | 44  |
| Georges Mantha   | Montreal     | 47 | 23 | 19 | 42  |
| Cecil Dillon     | NY Rangers   | 48 | 21 | 18 | 39  |
| Bill Cowley      | Boston       | 48 | 17 | 22 | 39  |
| Sweeney Schriner | NY Americans | 49 | 21 | 17 | 38  |
| Bill Thoms       | Toronto      | 48 | 14 | 24 | 38  |
| Clint Smith      | NY Rangers   | 48 | 14 | 23 | 37  |
| Nels Stewart     | NY Americans | 48 | 19 | 17 | 36  |

## Stanley-Cup-Playoffs
|  | Viertelfinale | Viertelfinale         | Viertelfinale       |                     |                    | Halbfinale | Halbfinale          | Halbfinale |  |  | Stanley-Cup-Finale | Stanley-Cup-Finale | Stanley-Cup-Finale |
|  |               |                       |                     |                     |                    |            |                     |            |  |  |                    |                    |                    |
|  |               |                       |                     |                     |                    |            |                     |            |  |  |                    |                    |                    |
|  |               |                       |                     |                     |                    |            |                     |            |  |  |                    |                    |                    |
|  | C1            | Toronto Maple Leafs   | 3                   |                     |                    |            |                     |            |  |  |                    |                    |                    |
|  | C1            | Toronto Maple Leafs   | 3                   |                     |                    |            |                     |            |  |  |                    |                    |                    |
|  |               |                       | A1                  | Boston Bruins       | 0                  |            |                     |            |  |  |                    |                    |                    |
|  |               |                       |                     | Boston Bruins       | 0                  |            |                     |            |  |  |                    |                    |                    |
|  |               |                       |                     |                     |                    |            |                     |            |  |  |                    |                    |                    |
|  |               |                       |                     |                     |                    |            |                     |            |  |  |                    |                    |                    |
|  |               |                       |                     |                     |                    | C1         | Toronto Maple Leafs | 1          |  |  |                    |                    |                    |
|  |               | A3                    | Chicago Black Hawks | 3                   |                    |            |                     |            |  |  |                    |                    |                    |
|  | C2            | New York Americans    | 2                   |                     |                    |            |                     |            |  |  |                    |                    |                    |
|  | A2            | New York Rangers      | 1                   |                     |                    |            |                     |            |  |  |                    |                    |                    |
|  | A2            | New York Rangers      | 1                   | C2                  | New York Americans | 1          |                     |            |  |  |                    |                    |                    |
|  |               |                       |                     | C2                  | New York Americans | 1          |                     |            |  |  |                    |                    |                    |
|  |               |                       | A3                  | Chicago Black Hawks | 2                  |            |                     |            |  |  |                    |                    |                    |
|  | C3            | Canadiens de Montréal | A3                  | Chicago Black Hawks | 2                  | 1          |                     |            |  |  |                    |                    |                    |
|  | C3            | Canadiens de Montréal |                     |                     |                    |            |                     |            |  |  |                    |                    |                    |
|  | A3            | Chicago Black Hawks   | 2                   |                     |                    |            |                     |            |  |  |                    |                    |                    |

## NHL Awards und vergebene Trophäen
| Auszeichnung          | Spieler         | Team                |
| --------------------- | --------------- | ------------------- |
| Calder Trophy:        | Cully Dahlstrom | Chicago Black Hawks |
| Hart Memorial Trophy: | Eddie Shore     | Boston Bruins       |
| Lady Byng Trophy:     | Gordie Drillon  | Toronto Maple Leafs |
| Vezina Trophy:        | Tiny Thompson   | Boston Bruins       |